# Radovan Ivšić
Radovan Ivšić (Zagabria, 22 giugno 1921 – Parigi, 25 dicembre 2009) è stato un poeta, commediografo e traduttore croato.

## Biografia
Figlio del linguista Stjepan Ivšić (Magnifico rettore dell'Ateneo zagabrese dal 1940 al 1943), si laureò in Scienze sociali all'Università della capitale croata.
Dal 1941 al 1945 la Croazia era uno Stato fantoccio governato nominalmente dal capo degli ustascia Ante Pavelić ma in realtà tenuto in piedi dalla Germania e dall'Italia (sempre nominalmente, ne è sovrano Aimone di Savoia-Aosta, col nome di Tomislavo II). 
Il giovane Radovan si opponeva al regime con le sue opere poetiche e teatrali, che ben presto furono censurate. La più famosa è Re Gordogan, che sarebbe stato proibito rappresentare anche nello Stato che sarebbe nato al termine della guerra: la repubblica popolare, poi repubblica socialista, di Jugoslavia. 
Il maggiore avversario di Ivšić sarà Miroslav Krleža.
Dagli esordi, risalenti al 1941, fino al 1954, Ivšić pubblicò in Croazia. Spinto da spirito libertario e anarcoide, che non gli permetteva di rimanere intrappolato in uno Stato ideologico, Radovan Ivšić nel 1954 fuggì a Parigi dove si aggregò a ciò che restava di una delle avanguardie storiche: il Surrealismo, divenendo grande amico di André Breton, Peret, Mirò, Benoit. In Francia conobbe la poetessa Annie Le Brun, di cui si innamorò e con cui si sposò rimanendole legato sino alla propria morte, collaborando inoltre in alcuni progetti letterari.
Solo dalla seconda metà degli anni 1970 la sua opera fu resa pubblica in Jugoslavia e in Croazia, dove, dagli anni 1990, avrebbe regolarmente fatto ritorno.
Nel 2004, 2005 e 2006 uscirono per Gallimard: Poèmes, Théâtre, Cascades.
A Ivšić si devono innumerevoli traduzioni in croato di capitali opere della letteratura francese, di Jean-Jacques Rousseau, Molière, Marivaux, Jean Giraudoux, Eugène Ionesco, Guillaume Apollinaire, André Breton, Tristan Tzara, Paul Éluard, Aimé Césaire.
Ivšić si è sempre rifiutato di partecipare a concorsi o ricevere premi e riconoscimenti.